# Hamza Al-Qadiri Al-Boutchichi
 (janvier 2017).
Si vous disposez d'ouvrages ou d'articles de référence ou si vous connaissez des sites web de qualité traitant du thème abordé ici, merci de compléter l'article en donnant les références utiles à sa vérifiabilité et en les liant à la section « Notes et références ».
Sidi Hamza El Kadiri Boutchich, né en 1922 à Madagh (Maroc), et mort le 18 janvier 2017, est un maître soufi marocain , et ancien guide spirituel de la confrérie Qadiriya Boutchichiya.
La confrérie Qadiriyya remonte à Abd al Qadir al-Jilani (1083-1166) mais ne connut son plein essor que par l'action de ses descendants, quelques décennies plus tard. La branche Boutchich de cette confrérie est née au milieu du XVIIIe siècle, dans le nord-est du Maroc. C'est là que se situe la maison-mère, près de Berkane, à Madagh (prononcé; Madar). Sidi Hamza est désigné par ses disciples comme un héritier du « secret initiatique » (sirr) et le « pôle spirituel » (qotb) de son temps.

## Origines
Sidi Hamza Qadiri Boutchich est né en 1922 à Madagh, à proximité de Berkane, dans le Nord-Est du Maroc. Il a grandi dans la zawiya de ses ancêtres et y reçut dès son jeune âge une éducation religieuse. Parallèlement, il commença à s’habituer aux travaux de la terre sous la direction de son père,  Sidi ‘Abbas Qadiri Boutchich, qui était devenu un grand propriétaire terrien. 
Ses études s’étendirent sur seize ou dix-sept ans. Cette durée est nécessaire pour la maîtrise des sciences livresques conforme au système scolaire traditionnel musulman. La zawiya de Madagh était déjà depuis plusieurs générations une école coranique et certains des enseignants appartenaient à la tribu des Béni-Snassen, voire à la famille Boutchich.
La formation de Sidi Hamza s’échelonna sur quatre périodes
L’apprentissage du Coran, vers l’âge de treize ans sous la direction de son cousin Sidi Mûhydin.
Vient ensuite une introduction aux sciences religieuses que Sidi Hamza acheva en deux années, de 1935 à 1936, avec notamment son oncle Sidi al-Makki comme professeur qui était alors le cheikh de la confrérie Qadirriyya Boutchiyya.
À la mort de ce dernier (1936), Hamza Bûtchich s’inscrivit dans une succursale de la mosquée-université de la Quaraouiyine de Fès, à Oujda. Là, il approfondit les sciences religieuses (droit jurisprudentiel et grammaire) de 1937 à 1940.
La dernière période de sa formation, de 1939 à 1943, correspond à l’approfondissement livresque de l’exégèse coranique et pour laquelle il retourne à la zawiya de Madagh.
Au cours de ces études, les manuels d’enseignements qu’utilisa Sidi Hamza furent : 
L’Alfiyya (XIIe siècle) et l’ajurumiyya (début du XIIIe siècle) pour la grammaire.
Ibn-Achir, le cheikh al-Khalil (XIIIe siècle) et les lettres d’Ahmad ibn ‘Ajiba (XVIIIe siècle) pour le droit.
Les trois premiers traités sont écrits sous la forme de poèmes didactiques, le précis de Khalil est un manuel de jurisprudence malékite très étudiés au Maghreb quant à Ahmad ibn ‘Ajiba, il traite de jurisprudence dans une lettre en particulier où il mentionne les principaux maîtres juridiques de l’école malékite ainsi que des grammairiens et des exégètes. Tous ces documents font partie du corpus officiel des enseignements de la Qarawiyyne ainsi que des autres medersas du Maroc.
Les principales sciences auxquelles Sidi Hamza s’est consacré étant jeune sont donc la morphologie, la grammaire, l’exégèse coranique, le droit malékite et ses interprétations et la science du hadith.
Néanmoins, nous savons que le programme traditionnel d’enseignement au Maroc ne se limite pas aux sciences relatives à la charia. Aux disciplines précédemment citées s’ajoutent les lois de la succession, la théologie, la métrique, la rhétorique, et la logique.
Une telle formation destine généralement celui qui la suit vers les professions de l’enseignement ou de la magistrature.  En 1942, Sidi Hamza a bientôt vingt ans et il achève sa formation dans le domaine de la loi religieuse et de ses disciplines connexes. Considérant avoir acquis suffisamment de connaissances, il retourne aider son père aux champs et va dès lors se consacrer à un autre type de connaissance en prenant le pacte initiatique des mains de Sidi Boumediene Qadiri Boutchich.
À la mort de Sidi Boumediene, le 15 avril 1955, Sidi Hamza reçut, en même temps que son père l’héritage du sirr et l’autorisation d’enseigner. Par courtoisie, il se refusa à devancer son père. D’après certains de ses proches, il s'expliqua par ce dicton : « la barbe noire ne devance pas la barbe blanche».
Il précise lui-même les faits en ces termes : 
« Lorsqu’il (Sidi ‘Abbas) a commencé (à enseigner), il m’a annoncé que moi aussi j’avais l’autorisation pour une telle mission. Il m’a conseillé de garder le secret jusqu’au moment voulu. J’ai suivi ses directives et j’ai renouvelé (auprès de lui) le pacte initiatique que j’avais pris de chez Sidi Boumediene. »
Sidi Hamza devint de fait le disciple de son père après qu’ils eurent été tous deux « frères dans la voie ». Cette situation demeura pendant douze ans, jusqu’à la mort de son père en 1972, où il devint le Cheikh de la confrérie Qadiriyya Bûtchichiyya. À nouveau, les disciples furent priés de reprendre le pacte auprès de lui : 
« (Sidi ‘Abbas) conseilla à ses fûqaras de prendre, après sa mort la voie de chez moi. » 
À partir de 1972, la confrérie achève le tournant amorcé sous Sidi Boumediene et clairement manifesté sous Sidi ‘Abbas. Sidi Hamza établit une pratique spirituelle plus souple par rapport au soufisme sunnite classique reconnu pour sa rigueur. Cette mutation interne est désignée dans l’appellation soufie comme étant le passage d’une voie de la majesté (Jalal ou Djalal) à une voie de la beauté (Jamal ou Djamal).

## Un maître "vivant"
Dans le soufisme on considère qu’un shaykh vivant est un héritier Muhammadien dans la mesure où il a pu hériter du "secret spirituel" (appelé ainsi car il se situe au niveau de l’ineffable, de ce qu’aucun terme du langage usuel ne peut décrire) du Prophète et qu’il a été lui-même "autorisé" à la fois par une source transcendante, divine, et par son propre maître qui confirme ainsi la véracité et l’authenticité d’une telle désignation. Comme on le dit dans le soufisme, c’est une transmission de "cœur à cœur".
Pour être ainsi authentifiée, chaque tariqa, ou "voie" soufie, doit être inscrite dans une chaîne ininterrompue (silsila) de maîtres spirituels, héritiers chacun de ce "secret" (sirr), jusqu’au prophète de l’islam  et, à travers lui, toute la chaîne des saints et des prophètes antérieurs. Le secret n’est rien d’autre que celui du sens ultime et divin de l’Être. Le découvrir, ou s’en rapprocher, est la finalité même de toute existence.

## Itinéraire d'une famille de maîtres soufis: les Qadiri Boudchich
Le premier à porter  le nom de "Boutchich" fut Sidi Ali al Qadiri, qui deviendra l'ancêtre éponyme de la confrérie. Il vécut probablement au milieu du XVIIIe siècle.
En tant que fondateur d'une branche de la Qadirriyya, il était évidemment détenteur du secret initiatique, ou sirr. Celui-ci se transmit aux différents successeurs de la voie jusqu'aux années 1850. La voie changea alors de statut. Elle devint une voie "tabaruqiyya".
Dans la terminologie soufie la voie du "secret" (sirr) se distingue ainsi de la voie du "tabarruk" (bénédiction). Le sirr qualifie la voie soufie dans ce qu'elle a de plus complet. Ceci concerne le degré du cheykh qui est à  sa tête et par extension la qualité de l'éducation dont peut bénéficier le disciple. Or, une voie (tariqa) qui en est dépourvue permet tout au plus une imprégnation plus profonde des préceptes de l'islam mais ne donne guère accès à un véritable dépassement de soi.
Néanmoins, les disciples  se réunissaient toujours pour bénéficier de la bénédiction induite par les pratiques (dhikr) de la confrérie, même si elles n'étaient pas vivifiées par un authentique guide spirituel tel que la voie en avait connu jadis. Et cela malgré le charisme des hommes de la Boutchichiyya de l'époque.
Citons à cet effet la personne de Mokhtar Boutchich (m. en 1914), grand-père du cheykh actuel, figure emblématique de la résistance de la région orientale marocaine face à l'invasion militaire du général Lyautey, en 1907.
La Boutchichiyya recouvra ses pleines capacités spirituelles grâce à un cousin germain de la famille, Boumediene Qadiri Boutchich (1873-1955). Le périple qu'il accomplit lui fit rencontrer plusieurs maîtres de différentes voies, notamment Shadhili et Tidjani. La Boutchichiyya bénéficia des influences de ces deux voies. Sidi Boumediene transmit l'enseignement ainsi revivifié à ses deux disciples, al-‘Abbas Qadiri Boutchich et Sidi Hamza.
C’est cette voie vivante que Sidi Hamza transmet aujourd’hui.

## Chaîne initiatique (silsila)
- Mahomet
- Sayyidina Ali ibn Abi Talib
- Sayyidina Al Hassan
- Sayyidina Al Hussein
- Sayyidina Ali Zine Al'abidine
- Sayyidina Muhammed Al Baker
- Sayyidina Ja'afar Assadek
- Sayyidina Moussa Al Kadhem
- Sayyidina Ali Aridah
- Maruf Al-Karkhi
- Abul Hasan Siri Saqti
- Abul Qasim Junaid
- Abu Bakr Abdullah Shibli
- Raziuddin Abul Fazl Abdul Wahid Abdul Aziz
- Abu Farah Muhammad Yusuf Tartusi
- Abul Hasan Ali Ahmad Qareshi al-Hankari
- Qadi Abi Said Ali Mubarak al-Mukhrami
- Shaykh Muhyî Addin 'Abd al Qadir al Jilani
- Shaykh Abderrazâq le premier
- Sidi Ismâ'îl
- Sidi Abderrazâq le second
- Sidi Muhammad
- Sidi Muhammad
- Sidi Abd al Qâdîr
- Sidi Ali Sidi Chûayb
- Sidi al Hassan
- Shaykh Abû Dakhîl
- Sidi Muhammad
- Sidi Muhammad
- Sidi Muhammad
- Sidi Ali (vers 1750, fondateur de la Qadiriyya Boutchichiyya)
- Sidi Muhammad
- Shaykh al-Mokhtâr le premier
- Sidi al-Mokhtâr le Grand (Vers 1790-1852)
- Hajj Muhyî Addin
- Sidi al-Mokhtâr (1853-1914, grand-père de Sidi Hamza)
- Sidi abu Madyane Ben al-Mnawwaral Qâdiri al-Butchîchi (1873-1955)
- Shaykh Sidi Hajj Abbas (1890-1972)
- Shaykh Sidi Hamza al-Qâdiri al-Boutchichi (1922- 2017)
- Shaykh Sidi Jamal al-Qâdiri al-Boutchichi.

## Disciples
Parmi les disciples les plus connus, on peut citer :
- Eva de Vitray-Meyerovitch (1909-1999), docteur en islamologie, écrivain et traductrice,
- Faouzi Skali, écrivain et organisateur de festival à Fès,
- Bariza Khiari, sénatrice de Paris,
- Abd al Malik, écrivain et rappeur/slameur.

### Sources
- Sidi Hamza al-Qadiri Boudchichi: le renouveau du soufisme au Maroc, Karim Ben Driss, éd. Al Bouraq, 2002.
- Al Ma’lamat al-Maghreb, éd. Salé, 1992, vol. 5, pp. 1662-1667.
- Al-Mureed, vol. 1, n° 2.